# Distributore di carburante

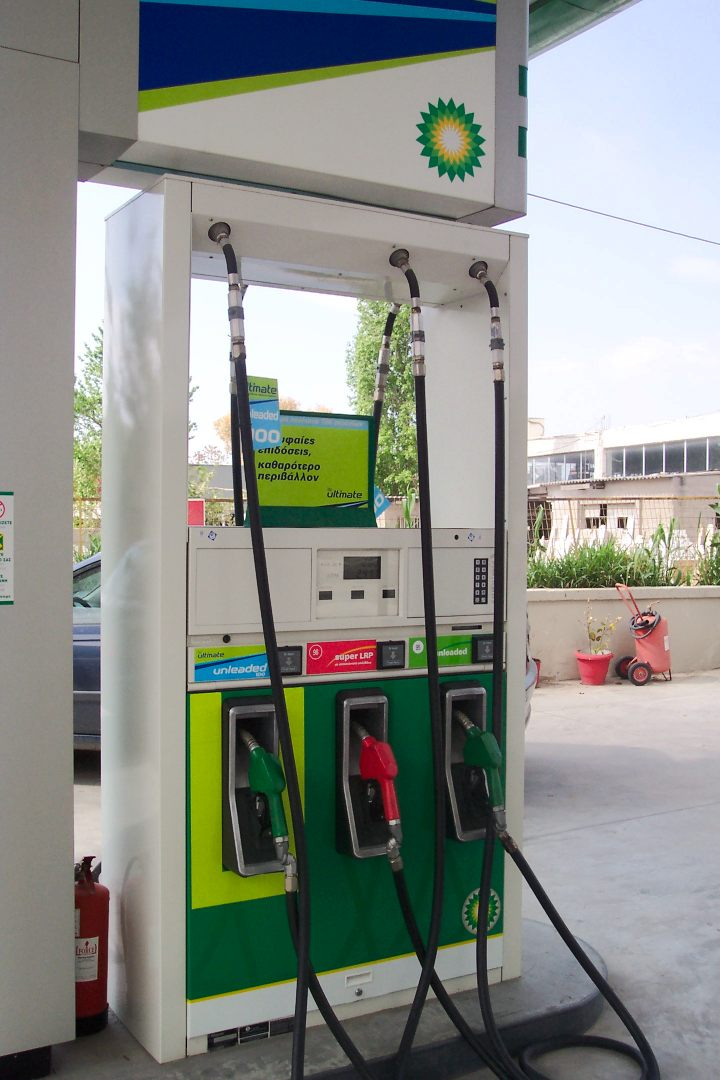
Un moderno distributore della Wayne

Un distributore di carburante, genericamente chiamato anche pompa di benzina o semplicemente pompa, o anche colonnina di distribuzione, è un'attrezzatura usata per rifornire di carburante i veicoli a motore, prevalentemente utilizzata in stazioni e aree di servizio.

## Storia

### Le prime pompe manuali

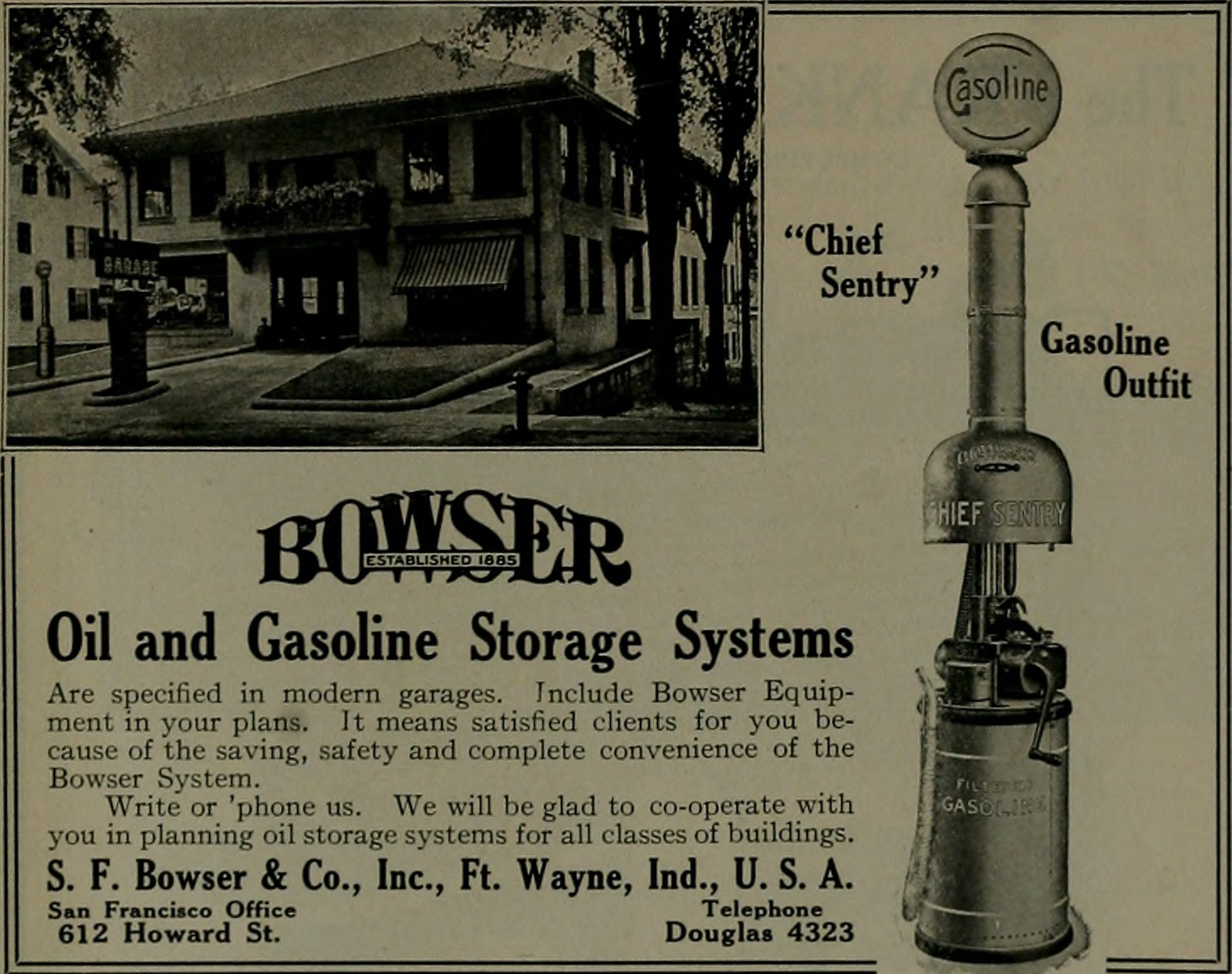
Una pubblicità del 1917 dei distributori Bowser

La prima pompa appositamente pensata per la benzina e il kerosene fu ideata dallo statunitense Sylvanus Bowser, fondatore dell'omonimo produttore di distributori, il 5 settembre 1885 e brevettata nel 1887. Manuale e a stantuffo, dotata di rubinetto, non era molto diversa dalle normali pompe utilizzate nei pozzi d'acqua.
Inizialmente venduta nelle latte a bordo delle strade o nelle farmacie e nelle drogherie, la benzina divenne sempre più richiesta con l'aumento delle automobili circolanti, e iniziarono a diffondersi i primi punti di rifornimento, dotati di distributori.
Nel 1905, Harry Grenner e Clem Laessing fondarono a St. Louise la "Automobile Gasoline Company", dotata di attrezzature appositamente pensate per le automobili. Il carburante erogato dalle pompe presenti in questa struttura, considerata una progenitrice della prima stazione di servizio moderna (inaugurata a Pittsburgh nel 1913), proveniva da una cisterna cilindrica in posizione sopraelevata. 
Questo innovativo sistema, tuttavia, risultava già antiquato rispetto alle più moderne self-measuring pumps (o pompe misuratrici), sempre di concezione Bowser.

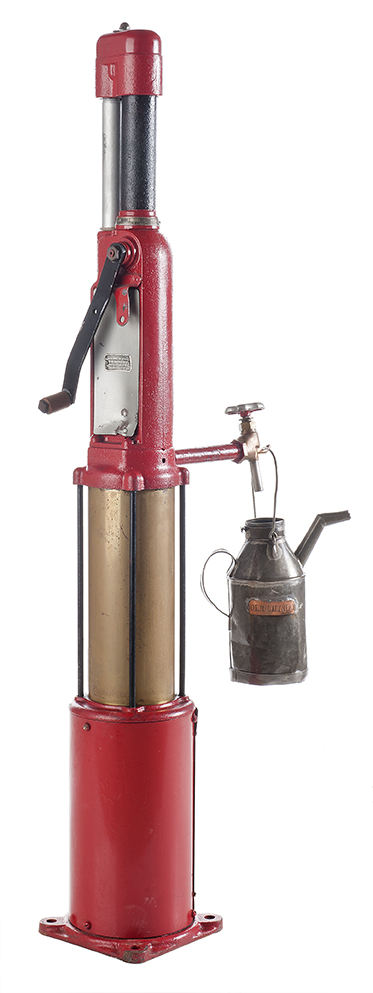
Esempio di pompa misuratrice con rubinetto, prodotta dalla Tokheim nel 1910

Maneggevoli e funzionali, erano particolarmente adatte per empori e officine: in una piccola struttura in legno stavano un serbatoio metallico e una pompa a pistone azionata a leva, solitamente dotata di tubo flessibile che veniva utilizzato per l'erogazione.
Un'ulteriore innovazione arrivò nel 1906 dall'invenzione di John Tokheim (fondatore dell'omonimo produttore di distributori, tuttora esistente), che aggiunse alla pompa misuratrice un contatore meccanico della quantità erogata e, qualche anno dopo, uno o più cilindri in vetro con cui verificare visivamente la corretta erogazione della benzina.  

### Le pompe a misurazione visibile
A partire dalla fine degli anni 1910, le nuove visible pumps (o pompe a misurazione visibile) affiancarono le pompe misuratrici e conobbero grande diffusione sia nei paesi anglosassoni che nell'Europa continentale, dove furono utilizzate fino al secondo dopoguerra. 

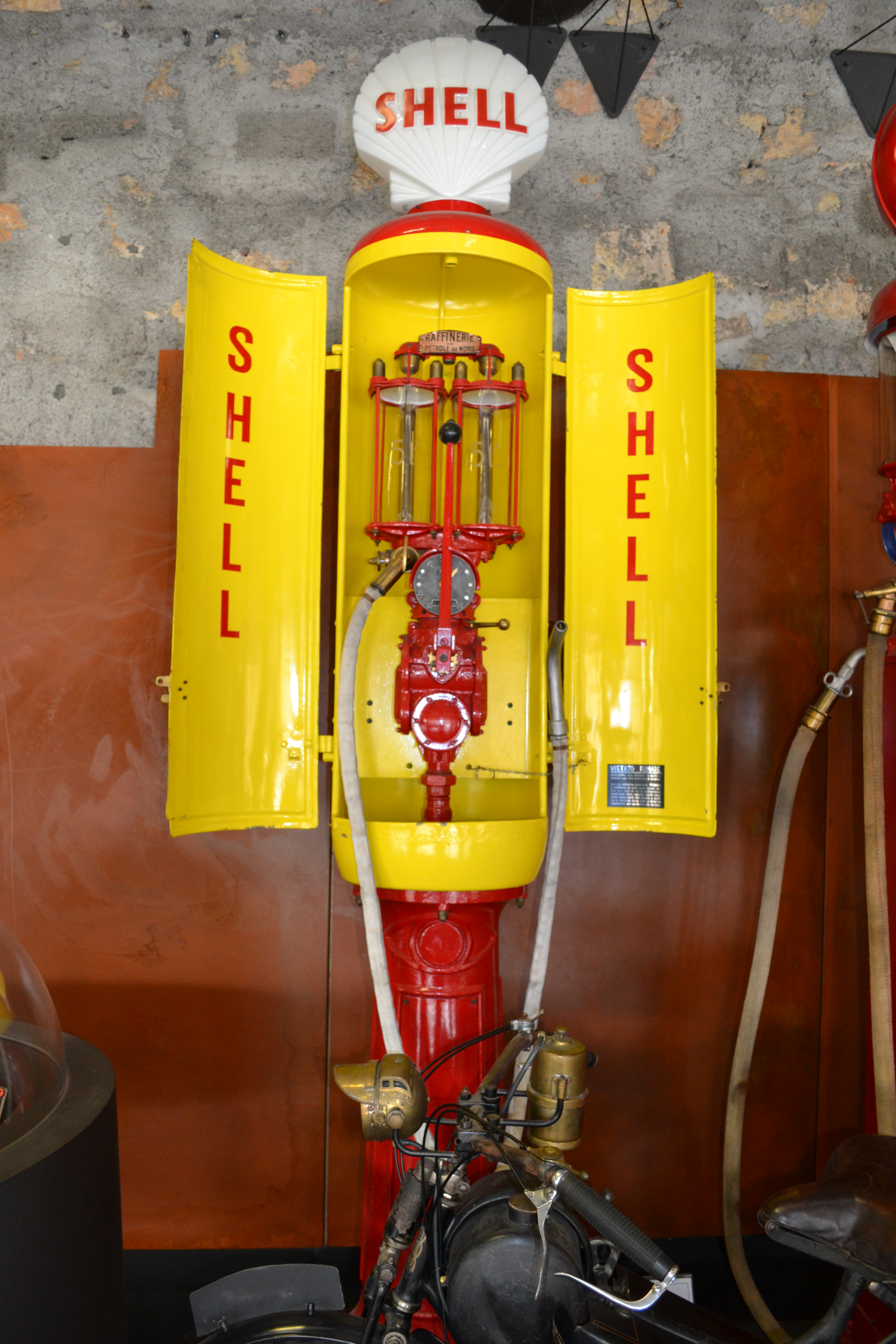
Esempio di distributore a misurazione visibile degli anni '20, dotato di due cilindri in vetro, design a colonnina con due ante, tubo flessibile e globo

Questa tipologia di distributori fu spesso oggetto anche di raffinate ricerche estetiche e di design, che cercavano di coniugare la funzionalità all'aspetto esteriore. A partire dagli anni 1910, in cima alle pompe iniziarono a fare la loro comparsa anche i globi luminosi con i marchi delle società petrolifere, che cominciarono a sviluppare moderne strategie di marketing e pubblicità.
I distributori con due vasi in vetro, in particolare, si diffusero soprattutto a partire dal primo dopoguerra, in Francia, Italia e Germania, dove presero presto il sopravvento sulle pompe "monovaso" utilizzate negli Stati Uniti.
In Italia, le due principali compagnie petrolifere dell'epoca, la Jersey Standard e la Shell, favorirono la diffusione dei primi distributori lungo le strade, prodotti rispettivamente dall'americana Gilbert & Barker e dall'italiana Bergomi. Queste ultime, in particolare, adottarono nelle loro pompe uno stile "romaneggiante", in linea con l'estetica di regime e ripreso dai distributori di concezione francese.
Attorno al 1920 vennero applicate le prime pistole di erogazione, che permettevano di aprire e chiudere il flusso a comando.

### I distributori elettrici
Negli anni '20 fu introdotta una nuova, importante innovazione, che avrebbe portato alla sostituzione, tra gli anni '30 e gli anni '50, dei vecchi distributori manuali: le prime pompe elettriche, che negli anni '30 divennero anche automatiche.
Dotato di un sistema di pompaggio elettrico, il distributore volumetrico spingeva il carburante in una camera di misurazione che azionava un indicatore "a orologio", che mostrava la quantità erogata; l'erogazione era più precisa e più rapida rispetto alle vecchie pompe manuali.

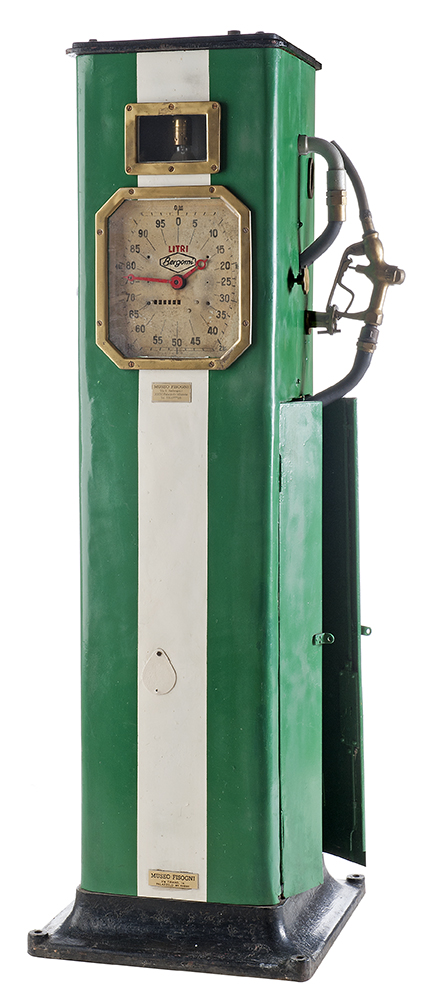
Distributore volumetrico della Bergomi risalente ai tardi anni '30, con indicatore a orologio

I nuovi distributori, nei quali il carburante non cadeva più per gravità dai cilindri in vetro, si fecero più bassi, e adottarono principalmente un moderno stile Art Decò, caratterizzato da forme geometriche e colori generalmente accesi, anche se in Italia erano evidenti le contaminazioni con lo Stile Novecento.
Un ulteriore passo avanti fu compiuto dalla Wayne, che nel 1933 introdusse una rivoluzionaria testata contometrica con numeri girevoli, detta "computer", che indicava in tempo reale non solo la quantità erogata, ma anche l'importo da pagare.

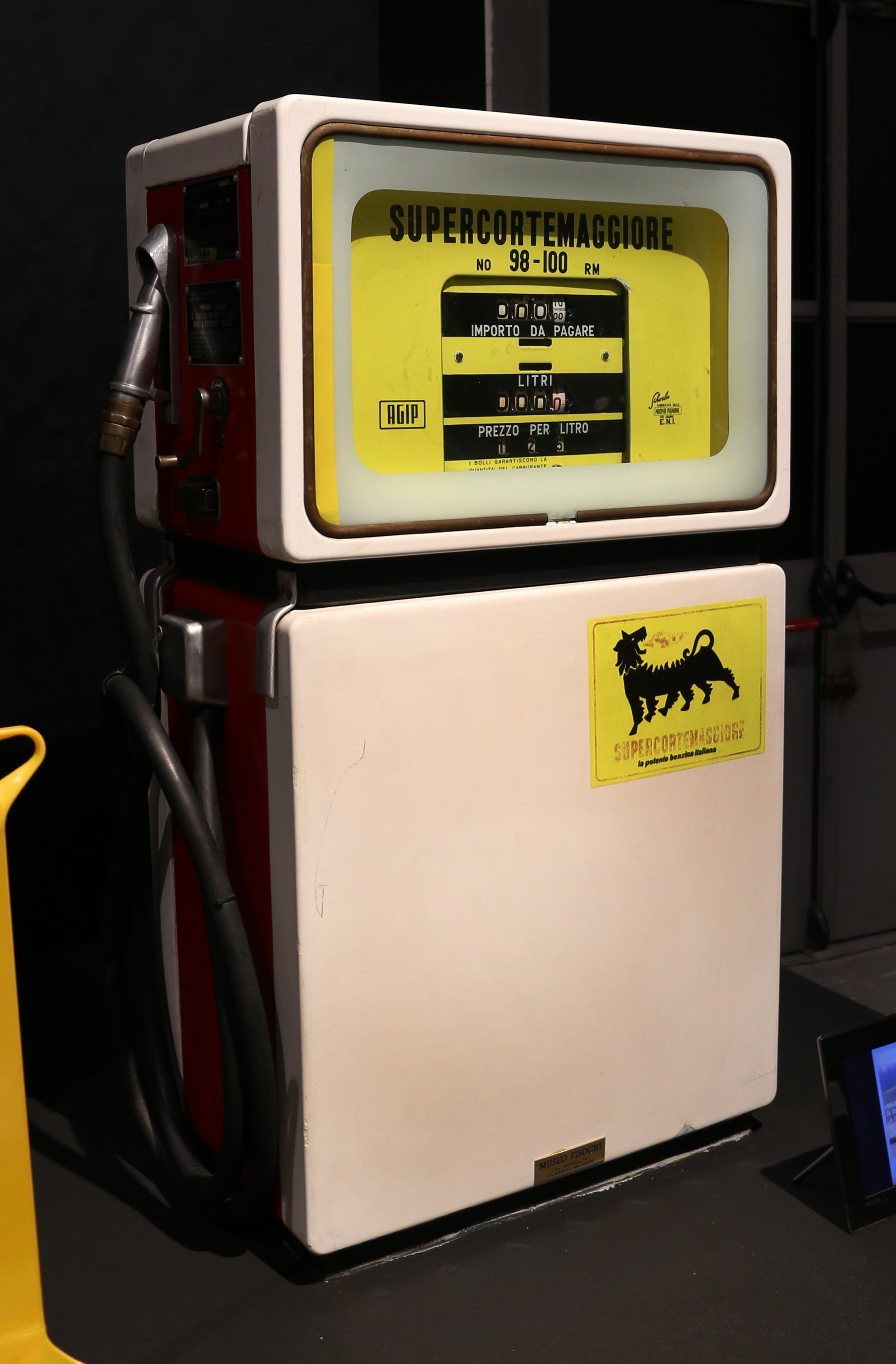
Distributore anni '60 disegnato da Marcello Nizzoli e Mario Olivieri, prodotto dalla Nuovo Pignone; è dotato di una testata contometrica a numeri scorrevoli, su modello di quella introdotta dalla Wayne negli anni '30

Dopo la guerra, con la diffusione di scooter e motorini, si diffusero anche i distributori di miscela, nei quali il pompaggio dell'olio era manuale, quello della benzina elettrico. Negli anni '50 i distributori divennero ancora più compatti e leggeri, adottando il cosiddetto design "a frigorifero", prima di passare a forme più squadrate nel decennio successivo.

### I sistemi elettronici e gli anni recenti
Sempre nello stesso periodo iniziarono a diffondersi le prime forme di self-service, che dagli anni '70, con l'arrivo dei distributori elettronici, divenne sempre più automatizzato. Il design in questi anni si standardizzò sempre più, perdendo gran parte della ricerca estetica che aveva caratterizzato il settore fino agli anni '60.
Nel corso degli anni, alla benzina (di varie qualità: normale, super, senza piombo...) si sono affiancati numerosi altri carburanti erogati dai distributori, quali miscela, gasolio, GPL, metano; il design dei moderni distributori è inoltre talvolta ripreso nelle colonnine di ricarica elettrica e a idrogeno.

## Tecnica
Un moderno distributore di carburante è diviso in due parti principali: una "testata" elettronica contenente un computer incorporato, per controllare l'azione della pompa, azionare i display e comunicare con il sistema di vendita interno; e una sezione meccanica dotata di motore elettrico, unità di pompaggio, contatori e valvole, per pompare fisicamente e controllare il flusso di carburante.
La testata funge da interfaccia per l'utente; nei modelli più moderni, essa è dotata anche di sistema di pagamento, che tradizionalmente è invece affidato a una colonnina a parte.

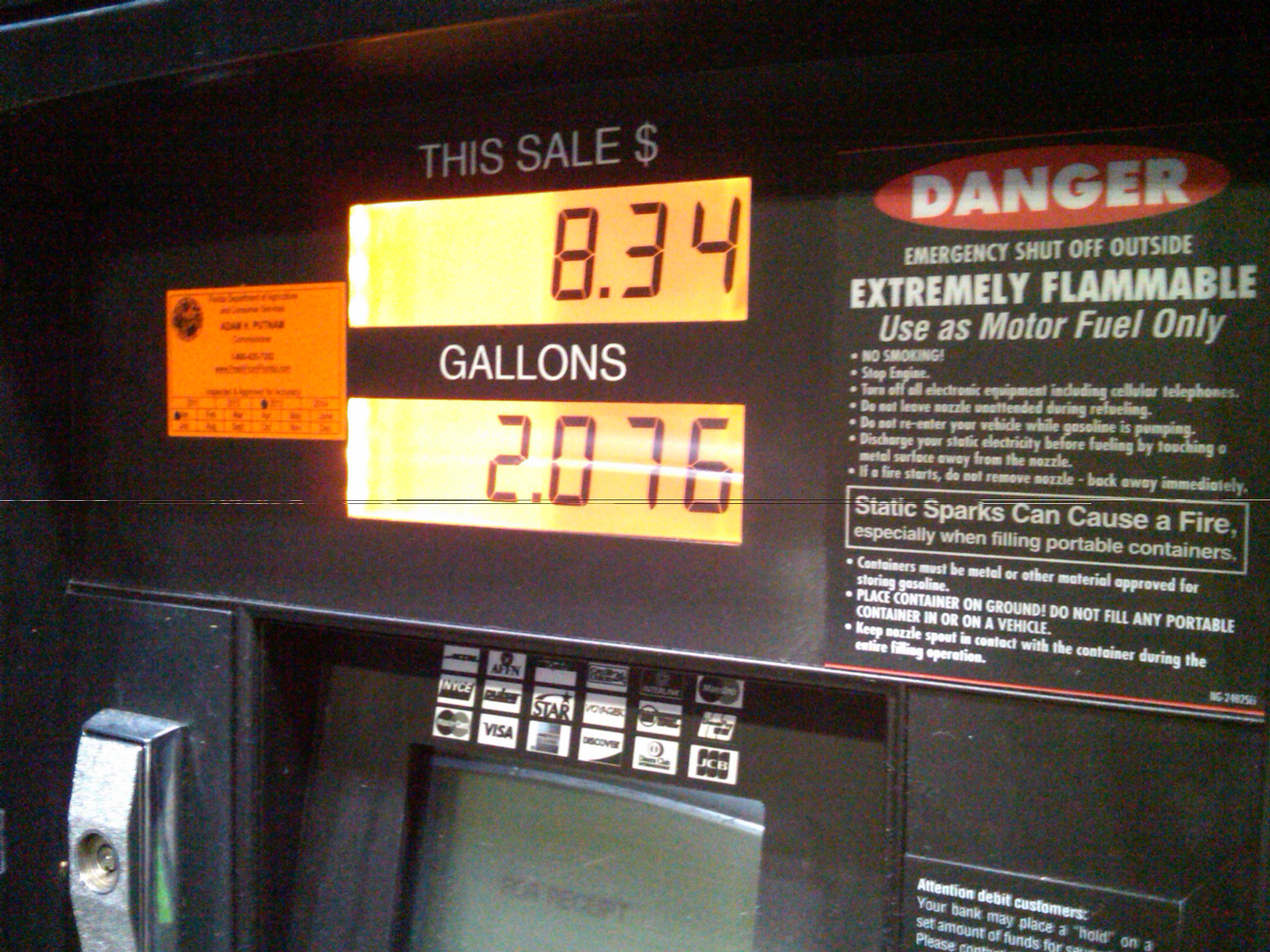
Un moderno display elettronico

In alcuni casi la pompa effettiva può essere sigillata e immersa all'interno dei serbatoi di carburante, nel qual caso è nota come pompa a immersione. In generale, in Europa questa soluzione è adottata nei paesi più caldi, dove le pompe di aspirazione possono avere problemi, o laddove la distanza dal serbatoio alla pompa è più lunga di quanto una pompa di aspirazione potrebbe gestire.
Nella sezione meccanica sono presenti anche un filtro e un separatore d'aria, per rimuovere gas e impurità dal carburante dopo l'aspirazione dalla cisterna sotterranea.
I normali distributori pompano circa 35 litri al minuto (40 per il diesel), mentre le pompe per veicoli di grandi dimensioni hanno una portata maggiore, fino a 130 litri al minuto nel Regno Unito. Il rifornimento di carburante delle compagnie aeree può raggiungere i 3.800 litri al minuto. A controllare la quantità di carburante erogato provvede il flussometro.
Nella sezione che ospita tubi e pistole di erogazione, il tubo in gomma contiene un condotto di sfiato per aspirare i vapori del benzene; è inoltre presente un filtro che trattiene il 75% dei vapori.